# Bernhard C. Bünker

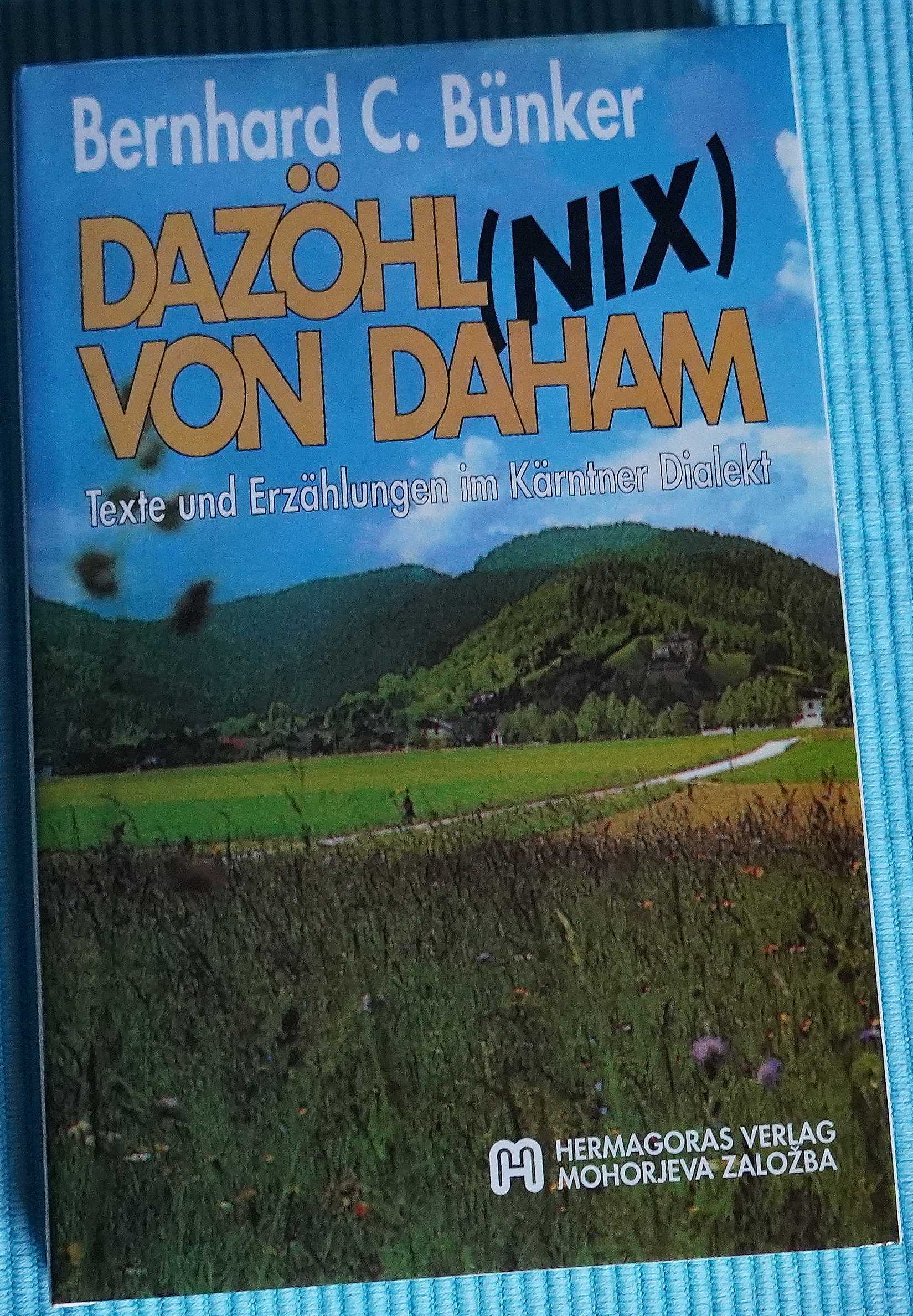

Bernhard Christian Bünker (* 14. August 1948 in Leoben; † 16. Juli 2010 in Rastenfeld) war ein österreichischer Lyriker und Erzähler. Er gilt als einer der bedeutendsten Poeten und Erneuerer der österreichischen Dialektliteratur der letzten drei Jahrzehnte des vergangenen Jahrhunderts in Nachfolge der Wiener Gruppe. In den 1970er und 1980er Jahren trieb er, gemeinsam mit den befreundeten Schriftstellern Hans Haid und Manfred Chobot, die Vernetzung und Internationalisierung der neuen ‚kritischen‘ Dialektdichtung konsequent voran.

## Leben und Werk
Bernhard C. Bünker war das älteste von drei Kindern des Ehepaares Liesl und Otto Bünker, evangelischer Pfarrer und Dichter. Mit dem Schuleintritt kam er 1954 nach Kärnten, wo die Familie seit Generationen lebte und die Männer als evangelische Pfarrer wirkten. Er besuchte Schulen in Radenthein, Villach, Klagenfurt und Oberschützen und zog 1970 nach Wien, studierte an der Universität Geschichte, Philosophie und Kunstgeschichte und unterrichtete schließlich evangelische Religion an Wiener Pflichtschulen. Durch seinen Lehrerberuf empfand er sich als Schriftsteller und Dichter finanziell vom schlecht dotierten österreichischen Literaturbetrieb weitgehend unabhängig und in seiner literarischen Arbeit unbeeinflussbar.
Er war Mitglied der Grazer Autorinnen Autorenversammlung, Gründungsmitglied des Internationalen Dialektinstituts, erster Präsident des Österreichischen Dialektautorinnen/-autoren Archivs und Mitglied des Literaturkreises Podium.
Die Sprache seiner Dichtungen ist durchgängig und konsequent der ihm eigene Kärntner Dialekt. Neben seinen Gedichten, Erzählungen und Satiren umfasst Bünkers Werk auch Liedtexte – vertont von Hans Pleschberger, Gottfried Gfrerer und Bruno Strobl – sowie Hörspiele und Fernsehdrehbücher. 1975 erschien sein erstes Buch, De ausvakafte Hamat, ein dünnes, aber gewichtiges Bändchen Dialektgedichte als kritische Auseinandersetzung mit den Auswüchsen des Fremdenverkehrs in den Alpen am Beispiel Kärnten. Es folgten bis zu seinem Tod dreizehn weitere selbständige Publikationen, zumeist verlegt in Kärntner Verlagen.
Für Bernhard C. Bünker stand neben der politischen und sozialen Intention, neben der Frage nach Qualität und Authentizität von Poesie immer auch der Anspruch, gegen die „Verkitschung der Dialektdichtung im Sinne unrealistischer Wirklichkeitsschau, Postkartenmalerei und Heimattümelei“ anzuschreiben. Er hielt es dabei mit dem amerikanischen Arbeiterpoeten Carl Sandburg (1878–1967), den er in seinem letzten Buch zommengetrogn – eine Art Best-of ein Vermächtnis in der Form eines poetischen Katechismus – zitiert: „Mundart ist eine Sprache, die die Ärmel aufkrempelt, in die Hände spuckt und zupackt […].“ Es gehörte zu Bünkers erklärtem Ziel, die kritische Dialektdichtung in Poesie, Wissenschaft und Medien über regionale und nationale Grenzen hinweg zu verknüpfen. Zu den Betreibern zählten neben ihm Hans Haid und Manfred Chobot auch die Wissenschaftler Wolfgang Pollak (Wien), Peter Pabisch (New Mexico), Oswald Andrae (Norddeutschland), André Weckmann (Elsass) und Julian Dillier (Schweiz). Als besonderes Anliegen galt es, jene traditionalistische Mundartdichtung, die sich als nationalistische Blut- und Bodendichtung und als Wald- und Wiesenpoesie unangenehm hervortat, auf den ihr zustehenden Platz zu verweisen.
Eine Neudefinition des Begriffes „Heimat“ als Erfahrung eines sozialen Ortes mit ökologischer und solidarischer Verantwortung durchzieht Bünkers Werk wie ein roter Faden und war für ihn Identität stiftend. Die „Geographie“ seines Menschseins bringt für Bünker das Gedicht die welt ist nicht heimat von Peter-Paul Zahl auf den Punkt.
Bernhard C. Bünkers Texte, ob Gedichte oder Erzählungen, sind Liebeserklärungen an seine Kärntner „Heimat“, ein Gebiet zweier Sprachen, der slowenischen und der deutschen Sprache sowie deren unterschiedlichen Dialekte, und an die Menschen dies- und jenseits der Drau. In der Auseinandersetzung mit den politischen Verhältnissen in Kärnten übte er heftige Kritik an der ausgrenzenden Politik gegenüber der slowenischen Minderheit und der Borniertheit, Engstirnigkeit und Hetze der deutschtümelnden Mehrheitsbevölkerung.

## Werke
- De ausvakafte Hamat. Verlag Friedl Brehm, Feldafing 1975
- An Heabst fi di. Texte im Kärntner Dialekt. Verlag Carinthia, Klagenfurt 1976
- Ongst vua da Ongst. Verlag Carinthia, Klagenfurt 1978
- Vom Schteabn und vom Traurigsein. Lieder, Märchen, Balladen, Texte aus Kärnten. IDI-Ton 2, Wien 1979 (Komponist: Hans Pleschberger)
- Wals die Hamat is. Hrsg. v. Antonio Fian. Eine Fettfleck-Sonderausgabe/Fettfleck – Kärntner Literaturhefte Spittal/Drau, Wien 1979
- Des Schtickl gea i allan. Dialekttexte. Verlag Carinthia, Klagenfurt 1980
- Wonns goa is. Texte im Kärntner Dialekt. Verlag Heyn, Klagenfurt 1984
- Lei nit lafn onfongen. Texte im Kärntner Dialekt. [Mit Schallplatte] Verlag Van Acken, Krefeld 1988
- Nochamol z’rucklafn. Büldschticklen aus fost viazg Joa. Verlag Heyn, Klagenfurt 1988
- Satiren. Mit einem Vorwort von Manfred Chobot. Verlag Buchkultur, Wien 1990
- Dazöhl (nix) von daham. Texte und Erzählungen im Kärntner Dialekt Hermagoras Verlag/Mohorjeva Založba, Klagenfurt/Celovec, Wien 1991, ISBN 3-85013-177-7
- Karntn is lei a Grobstan. IDI-Ton 22, Wien 1992 (Komponist: Gottfried David Gfrerer)
- Schwoaze Blia fia di. Hermagoras Verlag/Mohorjeva Založba, Klagenfurt/Celovec, Wien 1993
- zommengetrogn. Werkauswahl. Verlag Carinthia, Klagenfurt/Celovec 1995
- Swippich und die Fische. [Bilderbuch] Illustrationen von Gernot Sommerfeld; Verlag Songdog, Wien 2017
- Wos ibableibt. Dialektgedichte. Herausgegeben und mit Begleittexten von Manfred Chobot und Axel Karner. Verlag Johannes Heyn, Klagenfurt/Celovec 2018. ISBN 978-3-7084-0620-6.
- Olle im Doaf. Erzählungen, Satiren und Gedichte. Herausgegeben von Manfred Chobot und Axel Karner. Verlag Johannes Heyn, Klagenfurt/Celovec 2020. ISBN 978-3-7084-0645-9.
- Podium Porträt 104. Ausgewählte Gedichte. PODIUM, Wien 2020, ISBN 978-3-902886-51-4.

## Tonträger
- Vom Schteabn und vom Traurigsein. Lieder, Märchen, Balladen, Texte aus Kärnten, Tonkassette, IDI-Ton 2, Wien 1979 (Komponist: Hans Pleschberger)
- Karntn is lei a Grobstan. Tonkassette, IDI-Ton 22, Wien 1992 (Komponist: Gottfried David Gfrerer)
- Kärntenlieder. CD, Extraplatte, Mödling 1997 (Komponist: Bruno Strobl)
- Bernhard C. Bünker (Dialektgedichte) und Gottfried Gfrerer (Musik): Wonn du amol geast. Karntna-Bluus, CD mit Booklet. Verlag Johannes Heyn, Klagenfurt 2023. ISBN 978-3-7084-0688-6.

## Drehbücher/Fernsehfilme
- Überm Tal (ORF, 1979) Regie: Anton Reitzenstein
- Der gute Eindruck (ORF, 1979) Regie: Georg Lhotzky
- Das Mundartdichtertreffen (ORF, 1990) Regie: Herbert Grunsky

## Herausgeberschaft und Mitarbeit
- Dialekt-Anthologie 1970–1980. (mit Manfred Chobot) Internationales Dialektinstitut, Wien 1982
- Mitarbeit an der Tonkassetten-Reihe IDI-TON, Internationales Dialektinstitut, Wien und Reinprechtspölla
- Mitarbeit an der Dialektzeitschrift Morgenschtean, Wien 1989–1993

## Über Bernhard C. Bünker
- Spiegelbilder – Bernhard C. Bünker. Ein Heimatdichter aus Kärnten. ORF, TV. Regie: Alois Hawlik
- Pfarrerskinder. Lebensgeschichten aus dem evangelischen Pfarrhaus. ORF, 17. Dezember 2002. Ein Film von Renata Schmidtkunz